# Pusté Čemerné
Pusté Čemerné – wieś (obec) na Słowacji położona w kraju koszyckim, w powiecie Michalovce. Pierwsze wzmianki o miejscowości pochodzą z roku 1254. 
Według danych z dnia 31 grudnia 2012, wieś zamieszkiwały 354 osoby, w tym 176 kobiet i 178 mężczyzn.
W 2001 roku pod względem narodowości i przynależności etnicznej 99,46% mieszkańców stanowili Słowacy, a 0,27% Czesi.
Ze względu na wyznawaną religię struktura mieszkańców kształtowała się w 2001 roku następująco:
- Katolicy rzymscy – 57,95%
- Grekokatolicy – 37,74%
- Ewangelicy – 0,81%
- Prawosławni – 0,27%
- Ateiści – 1,35%
- Nie podano – 0,54%